# Катумбела
Катумбела — місто і муніципалітет у провінції Бенгела в Анголі.

## Транспорт
Місто обслуговується залізничною станцією із національної залізничної мережі.
| Ангола | Це незавершена стаття з географії Анголи. Ви можете допомогти проєкту, виправивши або дописавши її. |